# Ałpamysz

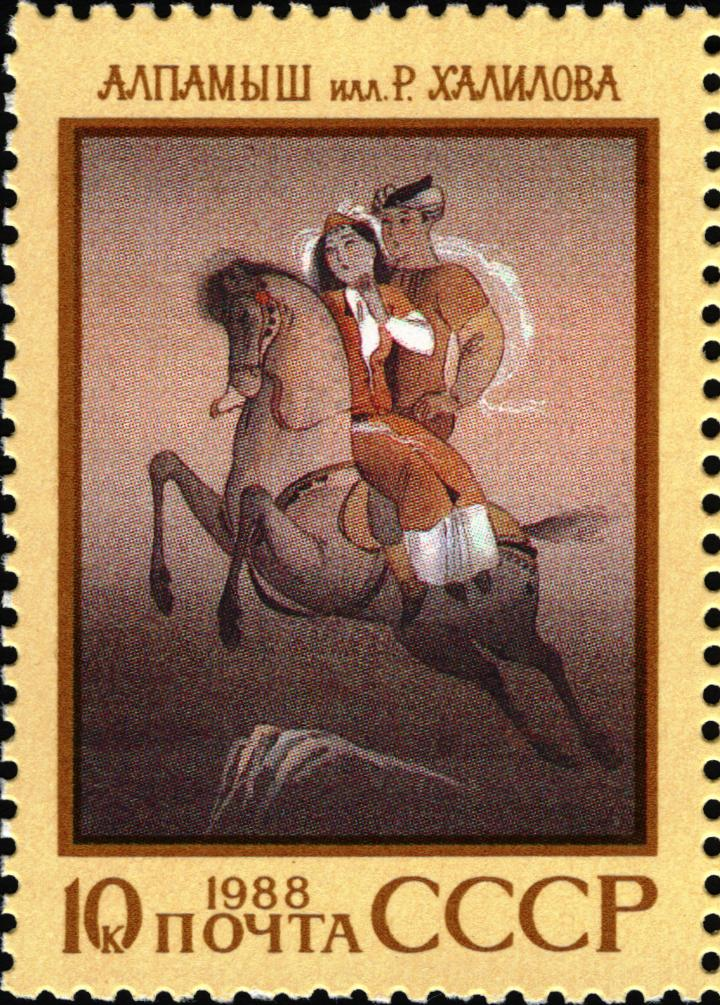
Ałpamysz z ukochaną na znaczku Poczty ZSRR

Ałpamysz – uzbecka wierszowana epopeja narodowa, tzw. doston . Powstała w wiekach od XIV do XVII, prawdopodobnie w początkach XVI stulecia .
Fabułę utworu stanowi walka tytułowego bohatera o odzyskanie narzeczonej, przebywającej na obczyźnie. Tłem wydarzeń są walki koczowniczych plemion i rodów z obcymi najeźdźcami . Utwór składa się z dwóch części: pierwsza traktuje o miłosnej przygodzie bohatera, druga zaś opowiada o jego walce z Kałmukami.
Epopeja ta jest wykonywana do dziś przez recytatorów zwanych bachszi, przy akompaniamencie instrumentów kobuz lub dutor .
Istnieją też wersje kazachska, karakałpacka i in. 

## Przekład polski
Fragment utworu w tłumaczeniu na język polski Bożeny Klog-Gogolewskiej zamieszczono w zbiorze:
- Poezja uzbecka. Antologia. Wybór Tadeusza Chróścielewskiego. Łódź: Wydawnictwo Łódzkie, 1989, s. 15–21, seria: Poezja Narodów Związku Radzieckiego. ISBN 83-218-0797-6.